# الرابطة البرلمانية 1958–59
الرابطة البرلمانية 1958–59 (بالإنجليزية: 1958–59 Isthmian League)‏ هو موسم من دوري إسثميان. فاز فيه نادي ويمبلدون.